# 1er mars 1996
Le vendredi 1er mars 1996 est le 61e jour de l'année 1996.

## Naissances
- Rubio Rubin, joueur international américain
- Ye Shiwen, nageuse chinoise
- Aleksei Gasilin, footballeur russe
- Salem Eid Yaqoob, athlète bahreïni, spécialiste du sprint

## Décès
- Susie Marshall Sharp (née le 7 juillet 1907), juriste américaine
- Vergílio Ferreira (né le 28 janvier 1916), écrivain portugais
- Yves Massard (né le 15 juin 1923), acteur français
- Marie-Hélène de Rothschild (née le 17 novembre 1927), philanthrope et mécène française
- Antonio James (né en 1954), assassin américain

## Autres événements
- Ouverture du Disney's Hilton Head Island Resort
- Début de la Saison 1996 de Super 12
- Début de la construction du Barrage d'Itá
- Découverte de (12001) Gasbarini
- Maison « Le Paraïs » et le chemin qui y mène sont inscrits aux monuments historiques
- Parution des livres La tempête approche, Les Sabres de lumière
- Sortie au royaume uni du film Jimmy
- Début des opérations de la compagnie SBA Airlines
- Sortie de l'album The Time of the Oath
- Sortie du film Bloodsport 2
- Sortie du jeu Neo Turf Masters
- à La Haye, Marc Gagnon, de Chicoutimi, améliore le record mondial au 1 500 m en patinage de vitesse sur courte piste